# Ніклас Єнсен
Ніклас Єнсен (дан. Niclas Jensen, нар. 17 серпня 1974, Копенгаген, Данія) — данський футболіст, що грав на позиції захисника.
Виступав, зокрема, за клуби ПСВ, «Копенгаген» та «Боруссія» (Дортмунд), а також національну збірну Данії.
Дворазовий володар Суперкубка Нідерландів. Чемпіон Нідерландів. Триразовий чемпіон Данії. Володар Кубка Данії.

## Клубна кар'єра
Вихованець футбольної школи клубу «Б 93».
У дорослому футболі дебютував 1992 року виступами за команду клубу «Люнгбю», в якій провів чотири сезони, взявши участь у 92 матчах чемпіонату.
Своєю грою за цю команду привернув увагу представників тренерського штабу клубу ПСВ, до складу якого приєднався 1996 року. Відіграв за команду з Ейндговена наступні два сезони своєї ігрової кар'єри. За цей час виборов титул чемпіона Нідерландів.
1998 року уклав контракт з клубом «Копенгаген», у складі якого провів наступні чотири роки своєї кар'єри гравця. Більшість часу, проведеного у складі «Копенгагена», був основним гравцем захисту команди.
Протягом сезону 2002—2003 захищав кольори команди клубу «Манчестер Сіті».
З 2003 року два сезони захищав кольори команди клубу «Боруссія» (Дортмунд). Граючи у складі «Боруссії» також здебільшого виходив на поле в основному складі команди.
Протягом 2005—2007 років захищав кольори команди клубу «Фулгем».
Завершив професійну ігрову кар'єру у клубі «Копенгаген», у складі якого вже виступав раніше. Прийшов до команди 2007 року, захищав її кольори до припинення виступів на професійному рівні у 2009.

## Виступи за збірну
1998 року дебютував в офіційних матчах у складі національної збірної Данії. Протягом кар'єри у національній команді, яка тривала 11 років, провів у формі головної команди країни 62 матчі.
У складі збірної був учасником чемпіонату світу 2002 року в Японії і Південній Кореї, чемпіонату Європи 2004 року у Португалії.

## Досягнення
- Володар Суперкубка Нідерландів:

ПСВ: 1996, 1997
- Чемпіон Нідерландів:

ПСВ: 1996–1997
- Чемпіон Данії:

«Копенгаген»: 2000–2001, 2008–2009, 2009–2010
- Володар Кубка Данії:

«Копенгаген»: 2008–2009